# Karkar
Karkar (deutsch veraltet Dampier-Insel) ist eine 362 km² umfassende Vulkaninsel im Sumkar-Distrikt der Provinz Madang (Papua-Neuguinea). Die Böden von Karkar gehören zu den fruchtbarsten des ganzen Landes. Einige schöne Korallenriffe umfassen die Insel. In Sichtweite liegen die Vulkaninseln Manam und Bagabag.

## Geschichte
Als erster Europäer landete der englische Pirat und Entdecker William Dampier auf der Insel.
Seit 1643 ist der Schichtvulkan Karkar etwa ein Dutzend Mal ausgebrochen. 1979 starben bei einer Eruption die beiden Vulkanologen Robin J. S. Cooke und Elias Ravian. Der jüngste Ausbruch war am 26. März 2014.

## Verwaltung
Karkar gehört ebenso wie die Nachbarinsel Bagabag zum Sumkar District der Provinz Madang. Hauptort der Insel sowie des Sumkar District ist Kinim im Nordwesten der Insel.

## Gesellschaft und Wirtschaft
Der Vulkan ist nach wie vor von religiöser Bedeutung für die Bewohner, obwohl die Bevölkerung Karkars sich heute zur lutherischen und römisch-katholischen Konfession bekennt.
Der Boden ist einer der fruchtbarsten Papua-Neuguineas und deckt den Eigenbedarf an vielfältigen Früchten. Der durchschnittliche jährliche Niederschlag beträgt 3000 bis 3500 mm. Haupterwerbszweige sind der Anbau von Kakao und Kopra, sowohl auf Plantagen, als auch im kleinen Maßstab, und Betelnüssen. Einige der ehemals produktivsten Kopra-Plantagen befinden sich auf der Insel. Küstennahe Gebiete werden für Landwirtschaft und Gartenbau genutzt. Das Inland um den Berg und Vulkankrater herum wird als allen offen stehendes Jagdrevier genutzt und ist nur bis zu einer gewissen Höhe bewohnt.
Eine 2004 neu asphaltierte Straße umringt die Insel. Von Madang-Stadt aus ist Karkar in eineinhalb Stunden mit dem Schnellboot (Boot mit Außenbordmotor) oder in vier bis sechs Stunden mit einem Kopra-Dampfer zu erreichen. Es gibt auch die Möglichkeit, von Madang mit einem Bus an die Nordküste zu fahren und dann mit einem Dinghi-Boot in 45 Minuten auf die Insel zu fahren. Diese Variante ist risikoreicher (gelegentlich sinken solche Boote), wird aber von den Einwohnern wegen der geringeren Kosten bevorzugt.
Es gibt im Süden der Insel ein Krankenhaus mit dem Namen Gaubin, das der Lutherischen Kirche Neuguinea gehört. Das Krankenhaus wurde von den lutherischen Kirchen in Deutschland gebaut und bietet mit ca. 120 Betten eine medizinische Grundversorgung für Karkar und die Nachbarinsel Bagabag.
Die Bevölkerungsdichte beträgt 180 Menschen/km². Da die Bevölkerung nur an der Küste verteilt und das Inland nicht bewohnt ist, ergeben sich langsam Probleme durch Platzmangel und schwieriger werdende Ernährungssituation. Deshalb wurde ein Familien-Planungsprogramm in dem Krankenhaus gestartet, so dass sich die Bewohner nun über Verhütung und Sterilisation informieren können. Das Programm zeigt erste Erfolge, jedoch steigt die Bevölkerung weiter stark.

## Sprachen auf Karkar
Die Bevölkerung von Karkar verteilt sich traditionell auf zwei Sprachgemeinschaften: Die Sprecher der austronesischen Sprache Takia und der Trans-Neuguinea-Sprache Waskia. Bei Ethnologue wird allerdings ebenfalls die auf Krangket gesprochene und dem Takia eng verwandte Sprache Gedaged angegeben (beide Sprachen werden in der Gruppe der Bel-Sprachen zusammengefasst). Alle Bewohner der Insel beherrschen zusätzlich die in Papua-Neuguinea übliche Sprache Pidgin.